# مارييتا سيفيرو
مارييتا سيفيرو دا كوستا (بالبرتغالية: Marieta Severo da Costa‏) وهي ممثلة أفلام و مسرح وتلفزيون برازيلية ولدت في يوم 2 نوفمبر 1946 في مدينة ريو دي جانيرو في البرازيل.

## روابط خارجية
- مارييتا سيفيرو على موقع IMDb (الإنجليزية)
- مارييتا سيفيرو على موقع ألو سيني (الفرنسية)
- مارييتا سيفيرو على موقع ميوزك برينز (الإنجليزية)
- مارييتا سيفيرو على موقع ديسكوغز (الإنجليزية)
- مارييتا سيفيرو على موقع قاعدة بيانات الفيلم (الإنجليزية)